# Bromus
- Commons
- Wikispecies

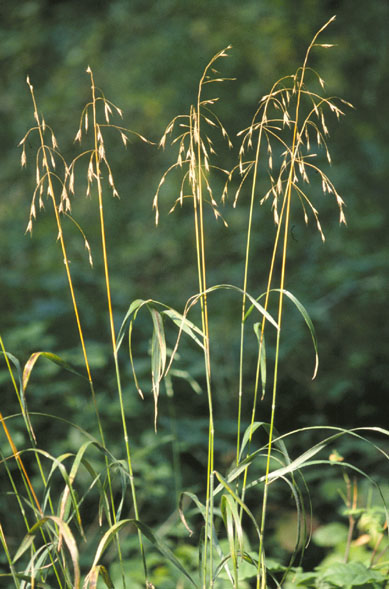
Bromus pubescens.

Bromo (Bromus  L.) é um género botânico pertencente à família Poaceae, subfamília Pooideae, tribo Bromeae.
O gênero apresenta aproximadamente 630 espécies. Ocorrem na Europa, África, Ásia, Australásia, Pacífico, América do Norte, América do Sul e Antárctica.
Na classificação taxonômica de Jussieu (1789), Bromus é um gênero  botânico,  ordem  Gramineae,  classe Monocotyledones com estames hipogínicos.

## Sinonímia
| - Aechmophora Steud. (SUS) - Avenaria Fabr. (SUS) - Anisantha K.Koch. - Bromopsis (Dumort.) Fourr. - Ceratochloa P.Beauv. - Forasaccus Bubani (SUS) - Genea (Dumort.) Dumort. (SUH) - Libertia Lej. (SUS) | - Michelaria Dumort. - Nevskiella Krecz. et Vved. - Serrafalcus Parl. - Sibertia Steud. - Stenofestuca (Honda) Nakai - Triniusa Steud. - Trisetobromus Nevski |

## Espécies
- Bromus aleutensis
- Bromus alopecuros
- Bromus anomalus
- Bromus arenarius
- Bromus arizonicus
- Bromus arvensis
- Bromus berteroanus (B. berterianus é um lapsus comum)
- Bromus biebersteinii
- Bromus briziformis
- Bromus bromoideus
- Bromus carinatus
- Bromus cabrerensis
- Bromus catharticus
- Bromus ciliatus (syn. B. canadensis)
  - Bromus ciliatus subsp. ciliatus
  - Bromus ciliatus subsp. richardsonii
- Bromus commutatus
- Bromus danthoniae
- Bromus diandrus
- Bromus erectus
- Bromus exaltatus
- Bromus fibrosus
- Bromus frigidus
- Bromus frondosus
- Bromus grandis
- Bromus grossus
- Bromus hordeaceus
  - Bromus hordeaceus subsp. ferronii
  - Bromus hordeaceus subsp. hordeaceus
  - Bromus hordeaceus subsp. molliformis
  - Bromus hordeaceus subsp. pseudothominii
  - Bromus hordeaceus subsp. thominei
- Bromus inermis – Hungarian brome
  - Bromus inermis subsp. inermis
    - Bromus inermis subsp. inermis var. divaricatus
    - Bromus inermis subsp. inermis var. inermis

  - Bromus inermis subsp. pumpellianus
    - Bromus inermis subsp. pumpellianus var. arcticus
    - Bromus inermis subsp. pumpellianus var. pumpellianus
- Bromus interruptus
- Bromus japonicus
- Bromus kalmii
- Bromus kinabaluensis
- Bromus koeieanus
- Bromus kopetdagensis
- Bromus laevipes
- Bromus lanatipes
- Bromus lanceolatus
- Bromus latiglumis
- Bromus lepidus
- Bromus luzonensis
- Bromus macrostachys
- Bromus madritensis
  - Bromus madritensis subsp. rubens
- Bromus mango
- Bromus marginatus
- Bromus maritimus
- Bromus mucroglumis
- Bromus nottowayanus
- Bromus orcuttianus
- Bromus pacificus
- Bromus pannonicus
- Bromus polyanthus
  - Bromus polyanthus subsp. paniculatus
  - Bromus polyanthus subsp. polyanthus
- Bromus porteri
- Bromus pseudolaevipes
- Bromus pseudosecalinus
- Bromus pseudothominii
- Bromus pubescens
- Bromus ramosus
  - Bromus ramosus subsp. benekii
  - Bromus ramosus subsp. ramosus
- Bromus rigidus
- Bromus scoparius
- Bromus secalinus
- Bromus sitchensis
- Bromus squarrosus
- Bromus stamineus
- Bromus sterilis
- Bromus suksdorfii
- Bromus tectorum
- Bromus texensis
- Bromus vulgaris
- Bromus willdenowii

- «PPP-Index Lista completa»

## Classificação do gênero
| Sistema | Classificação                   | Referência               |
| ------- | ------------------------------- | ------------------------ |
| Linné   | Classe Triandria, ordem Digynia | Species plantarum (1753) |